# Unionismo peruano-boliviano

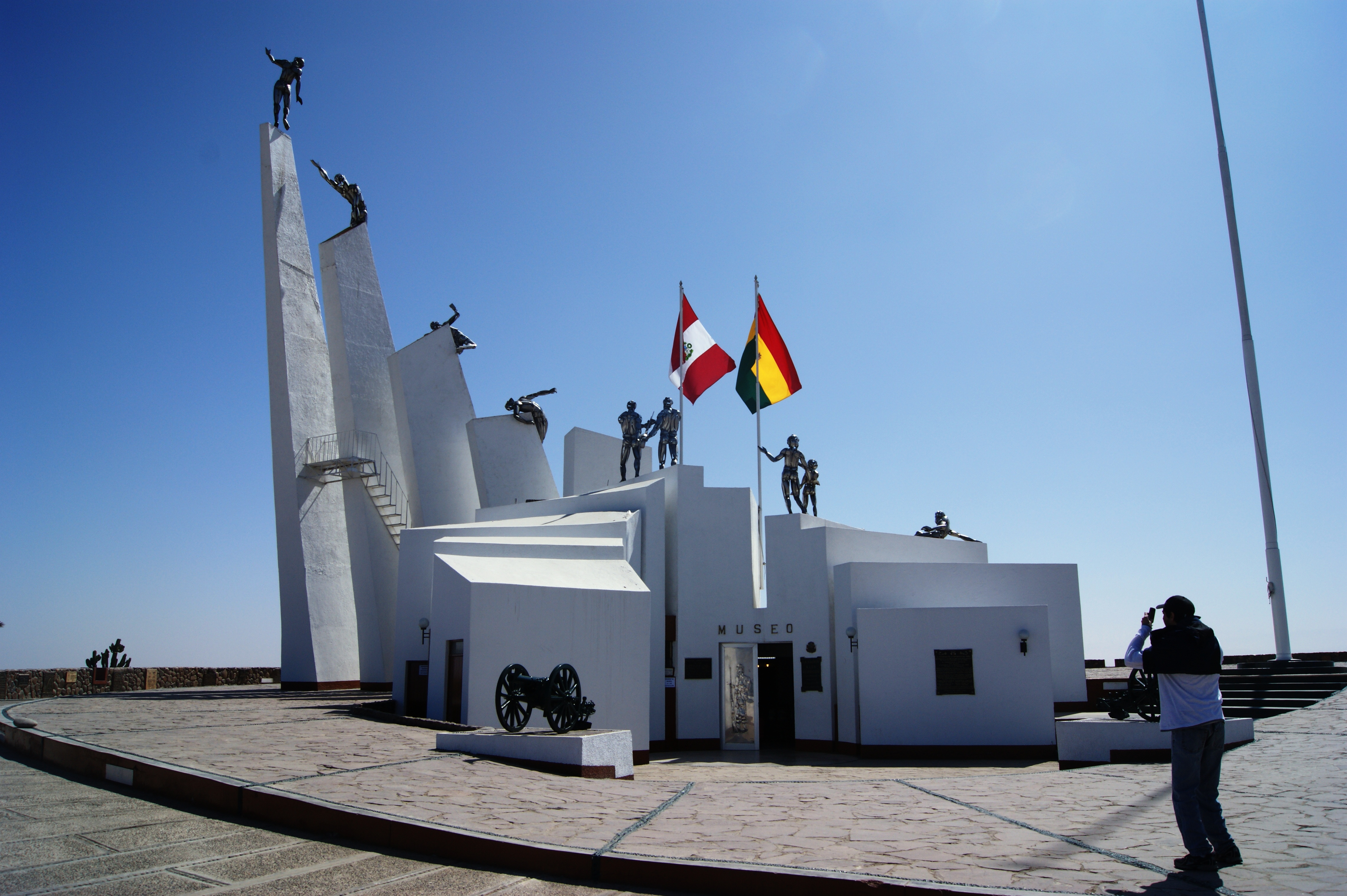
Monumento aos aliados peruano-bolivianos caídos na Batalha de Tacna da Guerra do Pacífico, no Complexo Monumental Alto da Aliança. Esta guerra, juntamente com a Confederação Peru-Boliviana, é um símbolo clássico dos unionistas.

Unionismo peruano-boliviano é uma corrente inicialmente política e social e, posteriormente, econômica que surgiu no século XIX, que promove a integração do Peru e da Bolívia em uma relação mútua com a criação de um único país entre os dois Estados.
Os argumentos utilizados costumam ser principalmente a origem cultural compartilhada entre as duas repúblicas provenientes da época pré-hispânica andina e a ocupação espanhola e que a criação da Bolívia como Estado soberano se deve a interesses estrangeiros durante as guerras de independência hispano-americanas. Durante a história, a tentativa mais significativa de união foi a criação da Confederação Peru-Boliviana (1836-1839) pelo general Andrés de Santa Cruz.
Outras correntes políticas como o nacionalismo ameríndio andino, o antichilenismo e o etnocacerismo incorporam a ideia de união com suas respectivas modificações ideológicas, inclusive uma seção moderada do irredentismo peruano apoia a ideia. Os unionistas atualmente encontram-se principalmente no espectro político de centro-esquerda e esquerda populista, sendo os presidentes Ollanta Humala (Peru) e Evo Morales (Bolívia) as personificações do unionismo no século XXI.